# 托林 (天文学)
托林（英語：tholin，「不清澈的」）是一种存在于远离恒星的寒冷星体上的物质，是一类共聚物分子，由原初的甲烷、乙烷等簡單結構有機化合物在紫外线照射下形成，但它并不是单一的纯净物，并没有确定的化学分子或明确的混合物与之对应。托林通常为浅红色或棕色的外观。托林無法在今日的地球自然環境下形成，但在外太陽系以冰組成的天體表面含量极大。

## 形成與偵測

土衛六大氣層內托林形成過程。

在太陽系以外，哈伯太空望遠鏡使用近紅外線照相機和多目標分光儀在距離地球220光年的年齡4.2億年恆星 HR 4796A 旁發現。
在海衛一和土衛六上的托林是富含氮的有機物，這是因為太陽輻射照射這兩顆衛星富含氮和甲烷的大氣層而形成。海衛一的大氣層含有99.9%的氮和0.1%的甲烷，而土衛六的大氣層則是98.4%的氮，1.6%的甲烷和痕量的其他氣體。這種大氣層中的衍生物和太陽輻射照射水的包合物與甲烷、乙烷等有機物而產生的「冰托林」是不同的，冥族小天體 Ixion 表面即含有大量冰托林。
在彗星、半人马小行星以及許多外太陽系的冰衛星表面有許多冰托林存在。土衛六大氣層的橘紅色雲霧和半人馬小行星的表面被認為有托林的存在。托林可能也在年輕恆星旁的原行星盤存在，參見 HR 4796A。部分科學家假設早期的地球曾經因為受到富含托林的衛星撞擊，使有機物進入地球，成為生命誕生的原始物質，請參見米勒-尤里实验。不過在24億年前的大氧化事件使地球大氣層中產生氧自由基，使托林無法在今日的地球存在。
一個解釋托林形成的理論模型是氮和甲烷分子被高能粒子和太陽輻射分解和離子化後，形成乙烯、乙烷、乙炔和氰化氫等其他小的簡單分子和陽離子，接著形成苯和其他有機分子。這些分子經過聚合成以較大分子為主的氣凝膠，凝結後沉積於行星表面。
"" 這個詞是由天文學家卡尔·萨根和他的同事比斯恩·卡哈所創的詞，用來形容在他們自己的米勒-尤里实验儀器中混合氣體內獲得的難以定性的物質，而相同的物質也在土衛六大氣層中被發現。它並不是一種特定的物質，但常被用來指行星表面泛紅的有機物質。
托林在低壓環境下形成時往往在分子中包含氮原子，如果在高壓下形成，氮原子就可能位於分子的終端位置。
托林可以作為天體表面防止紫外線輻射的有效屏障。
实验中已证实，土壤中的多種細菌可以将人工合成的托林作為生存所需的唯一碳源。因此托林被認為是自養生物演化出現以前異養生物的第一批食物。

## 延伸閱讀
- Waite, J.H.; Young, D.T.; Cravens, T.E.; Coates, A.J.; Crary, F.J.; Magee, B.; Westlake, J. . Science. 2007, 316 (5826): 870–5. Bibcode:2007Sci...316..870W. PMID 17495166. doi:10.1126/science.1139727.